# La Ferrière-Harang
Pour les articles homonymes, voir La Ferrière.
La Ferrière-Harang est une ancienne commune française, située dans le département du Calvados en région Normandie, devenue le 1er janvier 2016 une commune déléguée au sein de la commune nouvelle de Souleuvre en Bocage.
Elle est peuplée de 314 habitants.

## Géographie
La commune est au nord du Bocage virois. Son bourg est à 6 km au sud-ouest de Saint-Martin-des-Besaces, à 7,5 km au nord-ouest du Bény-Bocage, à 11 km au sud-est de Torigni-sur-Vire et à 19 km au nord de Vire.
Le point culminant (243 m) se situe au nord-ouest, au lieu-dit la Cousinière. Le point le plus bas (75 m) correspond à la sortie de la Vire du territoire, au sud-ouest. La commune est bocagère.
| Mont-Bertrand (comm. nouv. de Souleuvre en Bocage) | Saint-Martin-des-Besaces (comm. nouv. de Souleuvre en Bocage) | Saint-Martin-des-Besaces (comm. nouv. de Souleuvre en Bocage)                                   |
| Mont-Bertrand (comm. nouv. de Souleuvre en Bocage) | La Ferrière-Harang                                            | Saint-Denis-Maisoncelles (comm. nouv. de Souleuvre en Bocage)                                   |
| Campeaux (comm. nouv. de Souleuvre en Bocage)      | Carville (comm. nouv. de Souleuvre en Bocage)                 | Le Tourneur (comm. nouv. de Souleuvre en Bocage), Carville (comm. nouv. de Souleuvre en Bocage) |

## Toponymie
Le nom de la localité est attesté sous la forme Ferriere Hareng en 1277. Comme tous les Ferrière, La Ferrière et Ferrières, le toponyme est dû à la présence et l'exploitation du fer, l'endroit étant sur une ligne ferrifère du synclinal bocain. Harang est un patronyme.
Le gentilé est Ferrièrois.

## Histoire
Le 1er janvier 2016, La Ferrière-Harang intègre avec dix-neuf autres communes la commune de Souleuvre-en-Bocage créée sous le régime juridique des communes nouvelles instauré par la loi no 2010-1563 du 16 décembre 2010 de réforme des collectivités territoriales. Les communes de Beaulieu, Le Bény-Bocage, Bures-les-Monts, Campeaux, Carville, Étouvy, La Ferrière-Harang, La Graverie, Malloué, Montamy, Mont-Bertrand, Montchauvet, Le Reculey, Saint-Denis-Maisoncelles, Sainte-Marie-Laumont, Saint-Martin-des-Besaces, Saint-Martin-Don, Saint-Ouen-des-Besaces, Saint-Pierre-Tarentaine et Le Tourneur deviennent des communes déléguées et Le Bény-Bocage est le chef-lieu de la commune nouvelle.

## Politique et administration
| Période                                  | Période       | Identité         | Étiquette | Qualité |
| ---------------------------------------- | ------------- | ---------------- | --------- | ------- |
| 1977                                     | mars 2001     | Marcel Le Camus  | SE        |         |
| mars 2001                                | 2007          | Olivier Eudeline | SE        |         |
| janvier 2007                             | mars 2014     | Alain Simoni     | SE        |         |
| mars 2014                                | décembre 2015 | Edward Laignel   | SE        |         |
| Les données manquantes sont à compléter. |               |                  |           |         |

Le conseil municipal était composé de onze membres dont le maire et deux adjoints. Ces conseillers intègrent au complet le conseil municipal de Souleuvre-en-Bocage le 1er janvier 2016 jusqu'en 2020 et Edward Laignel devient maire délégué.

## Démographie
En 2022, la commune comptait 314 habitants. Depuis 2004, les enquêtes de recensement dans les communes de moins de 10 000 habitants ont lieu tous les cinq ans (en 2006, 2011, 2016, etc. pour La Ferrière-Harang) et les chiffres de population municipale légale des autres années sont des estimations.
La Ferrière-Harang a compté jusqu'à 903 habitants en 1836.
| 1793 | 1800 | 1806 | 1821 | 1831 | 1836 | 1841 | 1846 | 1851 |
| ---- | ---- | ---- | ---- | ---- | ---- | ---- | ---- | ---- |
| 841  | 655  | 826  | 792  | 894  | 903  | 864  | 838  | 831  |

| 1856 | 1861 | 1866 | 1872 | 1876 | 1881 | 1886 | 1891 | 1896 |
| ---- | ---- | ---- | ---- | ---- | ---- | ---- | ---- | ---- |
| 784  | 769  | 736  | 715  | 715  | 695  | 666  | 675  | 634  |

| 1901 | 1906 | 1911 | 1921 | 1926 | 1931 | 1936 | 1946 | 1954 |
| ---- | ---- | ---- | ---- | ---- | ---- | ---- | ---- | ---- |
| 608  | 570  | 529  | 490  | 472  | 462  | 478  | 467  | 446  |

| 1962 | 1968 | 1975 | 1982 | 1990 | 1999 | 2006 | 2011 | 2016 |
| ---- | ---- | ---- | ---- | ---- | ---- | ---- | ---- | ---- |
| 443  | 377  | 351  | 302  | 266  | 282  | 301  | 315  | 313  |

| 2019 | - | - | - | - | - | - | - | - |
| ---- | - | - | - | - | - | - | - | - |
| 313  | - | - | - | - | - | - | - | - |

## Lieux et monuments

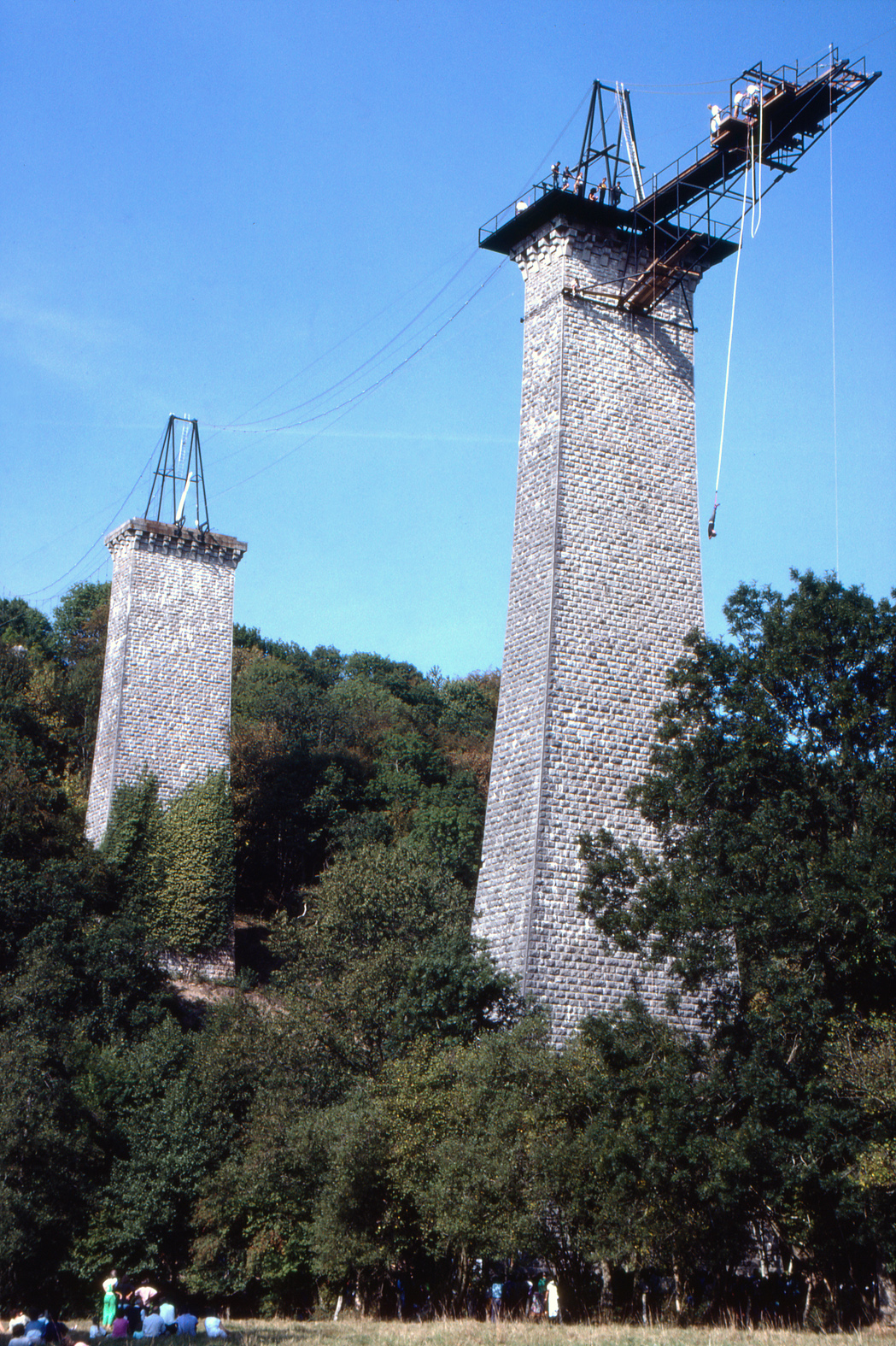
Les piles du viaduc de la Souleuvre.

- Église Saint-Pierre des XVIIe et XVIIIe siècles, abritant un ensemble retable-autel-tabernacle du XVIIIe siècle classé à titre d'objet aux Monuments historiques[13], une Vierge à l'Enfant du XVe également classée et des fonts baptismaux du XVIIIe.
- Chapelle Notre-Dame de la Ferrière (XIXe siècle).
- Vallée de la Souleuvre, au sud du territoire.
- Viaduc de la Souleuvre, ancien viaduc ferroviaire de la fin des années 1880, reconverti en site de saut à l'élastique en 1990.
- Le pont du Taureau (en limite avec Carville) : pont pris par la 11e division blindée britannique, dont l'emblème était un taureau (The Black Bull), lors de l'opération Bluecoat le 31 juillet 1944[14].

## Activités et manifestations
- Festival annuel de piano, La Folie Piano, à la fin du mois de mai, au début du mois de juin ou en septembre. En 2012, a eu lieu la septième édition de cette manifestation[15].